# Смоленський район (Смоленська область)
Смоленський район (рос. Смоленский район) — адміністративна одиниця Смоленської області Російської Федерації.
Адміністративний центр — місто Смоленськ, яке адміністративно до складу району не входить.\

## Географія
Район розташовано у західній частині Смоленської області, на півночі межує з Демидовським, на сході — з Духовщинським і Кардимовським, на південному сході — з Починківським, Монастирщинським, на південному заході — з Краснинським і Руднянським районами області.
Територія: 2894,98 км².

## Історія
Смоленський район утворено в 1930 році.

## Адміністративний поділ
До складу району входять 19 сільських поселень:
| Муніципальне утворення            | Чисельність населення, ос. | Площа, км² | Адміністративний центр |
| --------------------------------- | -------------------------- | ---------- | ---------------------- |
| Волоковське сільське поселення    | 0,738 тис.                 | 194,88     | село Волокова          |
| Вязгінське сільське поселення     | 1,179 тис.                 | 225,14     | село Вязгіно           |
| Гньоздовське сільське поселення   | 3,12 тис.                  | 102,58     | село Нові Батеки       |
| Дівасовське сільське поселення    | 1,812 тис.                 | 165,21     | село Діваси            |
| Касплянське сільське поселення    | 1,627 тис.                 | 101,05     | село Каспля-1          |
| Катинське сільське поселення      | 4,642 тис.                 | 148,13     | село Катинь            |
| Козинське сільське поселення      | 2,827 тис.                 | 74,21      | село Богородицьке      |
| Корохоткинське сільське поселення | 5,009 тис.                 | 145,5      | село Магалинщина       |
| Кощинське сільське поселення      | 2,067 тис.                 | 86,68      | село Кощино            |
| Лоїнське сільське поселення       | 0,888 тис.                 | 370,3      | село Лоїно             |
| Міхновське сільське поселення     | 1,74 тис.                  | 112,46     | село Міхновка          |
| Новосельське сільське поселення   | 1,344 тис.                 | 235,62     | село Новосельський     |
| Печерське сільське поселення      | 4,442 тис.                 | 5,38       | село Печерськ          |
| Піонерське сільське поселення     | 1,152 тис.                 | 170,7      | село Санніки           |
| Пригорське сільське поселення     | 4,603 тис.                 | 130,4      | село Пригорське        |
| Сметанінське сільське поселення   | 1,809 тис.                 | 104,76     | село Сметаніно         |
| Стабенське сільське поселення     | 3,52 тис.                  | 224,39     | село Покорне           |
| Талашкінське сільське поселення   | 2,903 тис.                 | 158,09     | село Талашкіно         |
| Хохловське сільське поселення     | 1,47 тис.                  | 139,5      | село Хохлово           |